# Anguis fragilis
L'orbettino (Anguis fragilis Linnaeus, 1758) è un anguimorfo della famiglia Anguidae, diffuso in larga parte dell'Europa.
Spesso è confuso con un serpente per la sua mancanza di arti e per il suo modo di muoversi; in realtà si tratta di una lucertola che, nel corso dell'evoluzione, ha perso le zampe.
Studi genetici hanno separato la linea evolutiva presente in Italia e nel Sud-est della Francia classificando gli orbettini al di sotto delle Alpi come Anguis veronensis.

## Descrizione

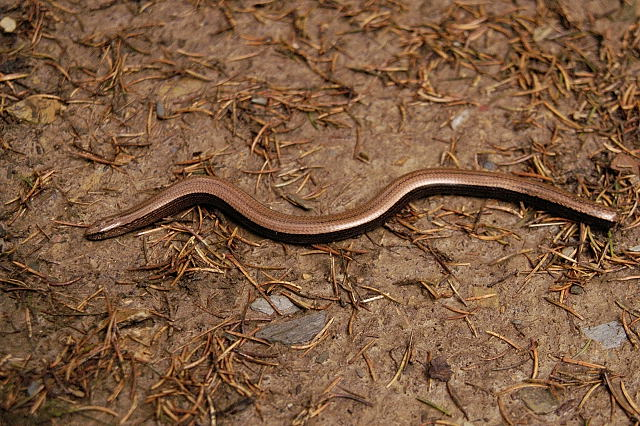
Un esemplare femmina che ha perso la sua coda

È un animale di forma cilindrica, simile a quella di un serpente, tuttavia si può distinguere da questi per la presenza di palpebre che si chiudono e un minor numero di vertebre.
Un'altra caratteristica che li distingue dai serpenti è la capacità di spezzare la propria coda. Se minacciati, infatti, gli individui di A. fragilis possono perdere la coda, che rappresenta il 43 % della lunghezza del corpo, per autotomia, lasciandola sul terreno per distrarre l'aggressore e riuscire a fuggire (l'epiteto specifico fragilis del nome scientifico sottolinea questa sua capacità). Hanno anche l'abilità di farla ricrescere, anche se solo parzialmente e lentamente rispetto ad altri squamati.
Possiede una pelle liscia e lucida, sotto di essa sono presenti placche ossee chiamate osteodermi che lo rendono molto rigido nei movimenti, anche se gli facilitano l'escavazione. La sua colorazione è molto varia: principalmente è grigio argenteo, ma può essere anche marrone o rossastro quasi come il rame, le femmine e i giovani presentano fianchi di colore scuro e a volte una striscia più scura nella parte dorsale lungo le vertebre; i maschi sono in genere di colore uniforme a volte con ocelli azzurri sui fianchi. Entrambi i sessi sono totalmente neri sul ventre.
Può raggiungere eccezionalmente una lunghezza di 50 cm, anche se in genere non supera i 35-40 cm. Il suo peso si aggira attorno ai 30-60 g. 

## Distribuzione e habitat

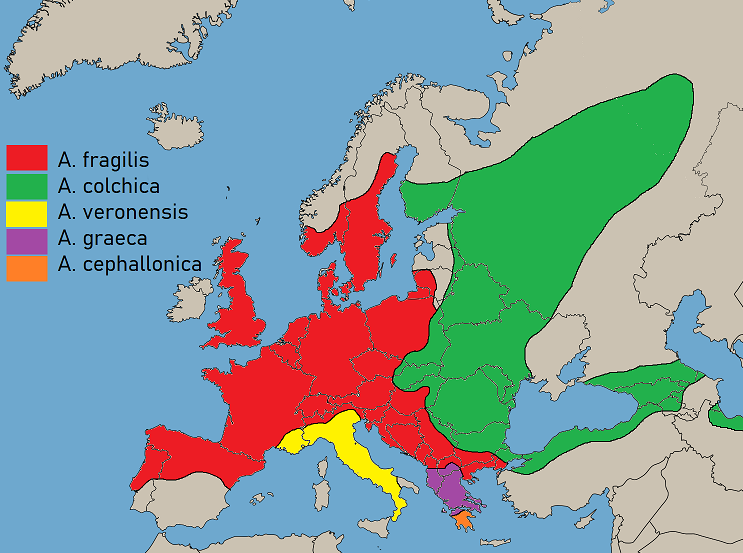
Areali delle specie del genere Anguis

È una specie adattata a climi freschi e umidi, cosa che gli permette di occupare diverse latitudini; infatti vive in buona parte dell'Europa centrale, occidentale, nella porzione meridionale della Scandinavia, nella parte settentrionale della penisola iberica, e nell'ovest della penisola balcanica. Nelle Alpi italiane e in gran parte della penisola è presente la specie Anguis veronensis, mentre in buona parte dell'Albania e della Grecia sono presenti Anguis graeca e Anguis cephallonica. Ad est si estende invece l'areale di Anguis colchica, che in passato veniva descritta come una sottospecie di A. fragilis, ma che è stata elevata a rango di specie da studi molecolari. Intorno al 1970 Anguis fragilis è stata introdotta nel Burren, nell'Irlanda occidentale.
È una specie molto adattabile ma è più frequente nelle zone aperte ed erbose con terreno sciolto, prediligendo in particolare le zone umide. Lo si rinviene quindi spesso nei pascoli, al margine dei boschi, nei frutteti e negli orti. Arriva a vivere fino ad una altitudine di 2700 m.
Trascorre il periodo invernale in ambienti sotterranei, svernando da novembre fino ad inizio primavera.

## Biologia
È un animale eccezionalmente longevo. È stato osservato che può arrivare a vivere anche 50 anni di età.
Nella cultura popolare si è sempre creduto che l'orbettino fosse un serpente velenoso, tanto da dedicargli un proverbio che dice: “Se la vipera ci sentisse, se l'orbettino ci vedesse, poca gente al mondo ci sarebbe”. In realtà questo rettile possiede degli occhi piccoli, non è velenoso e perde la coda per difendersi.

### Alimentazione

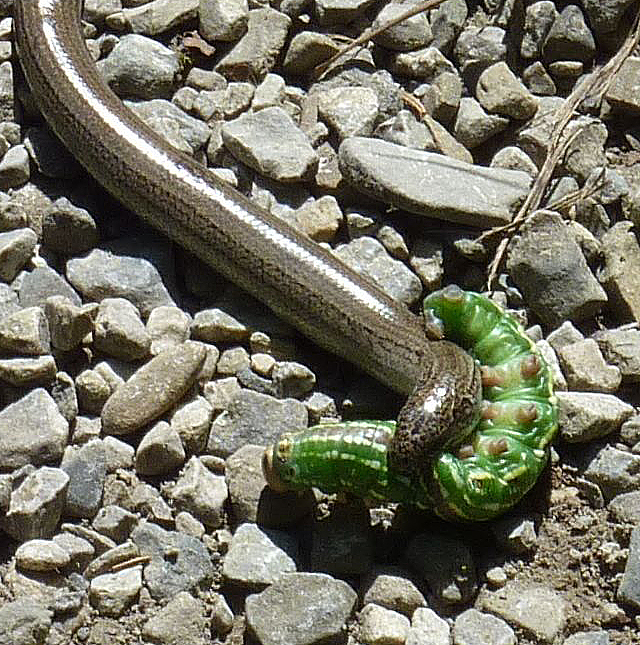
Un orbettino che ha catturato una larva polipode

È un animale che non presenta denti veleniferi, e non avendo mascelle snodabili come i serpenti si nutre principalmente di piccoli insetti, lumache, e lombrichi. In genere, durante le ore calde del giorno, proprio per la sua esigua necessità di calore, resta riparato in una buca, sotto un sasso o in un tronco marcescente, ed esce solo nelle ore del crepuscolo o la mattina presto per andare a caccia.

### Predazione
Gli orbettini sono cacciati da marassi, gazze e altri uccelli, ricci, e tassi. È stato dimostrato come individui di Anguis fragilis siano in grado di distinguere gli odori di potenziali predatori da quelli di altri animali, usando la lingua e l'organo vomeronasale.

### Riproduzione
L'orbettino è un animale ovoviviparo, i piccoli vengono partoriti dopo mesi dall'accoppiamento, che avviene soprattutto nel mese di maggio; i giovani, in numero di 6-12, sono lunghi 7-8 cm e già perfettamente formati, le uova si schiudono subito dopo la deposizione. Dopo tre anni diventano lunghi 25 cm e sono sessualmente maturi, ed è frequente che i maschi lottino per la conquista di una femmina.

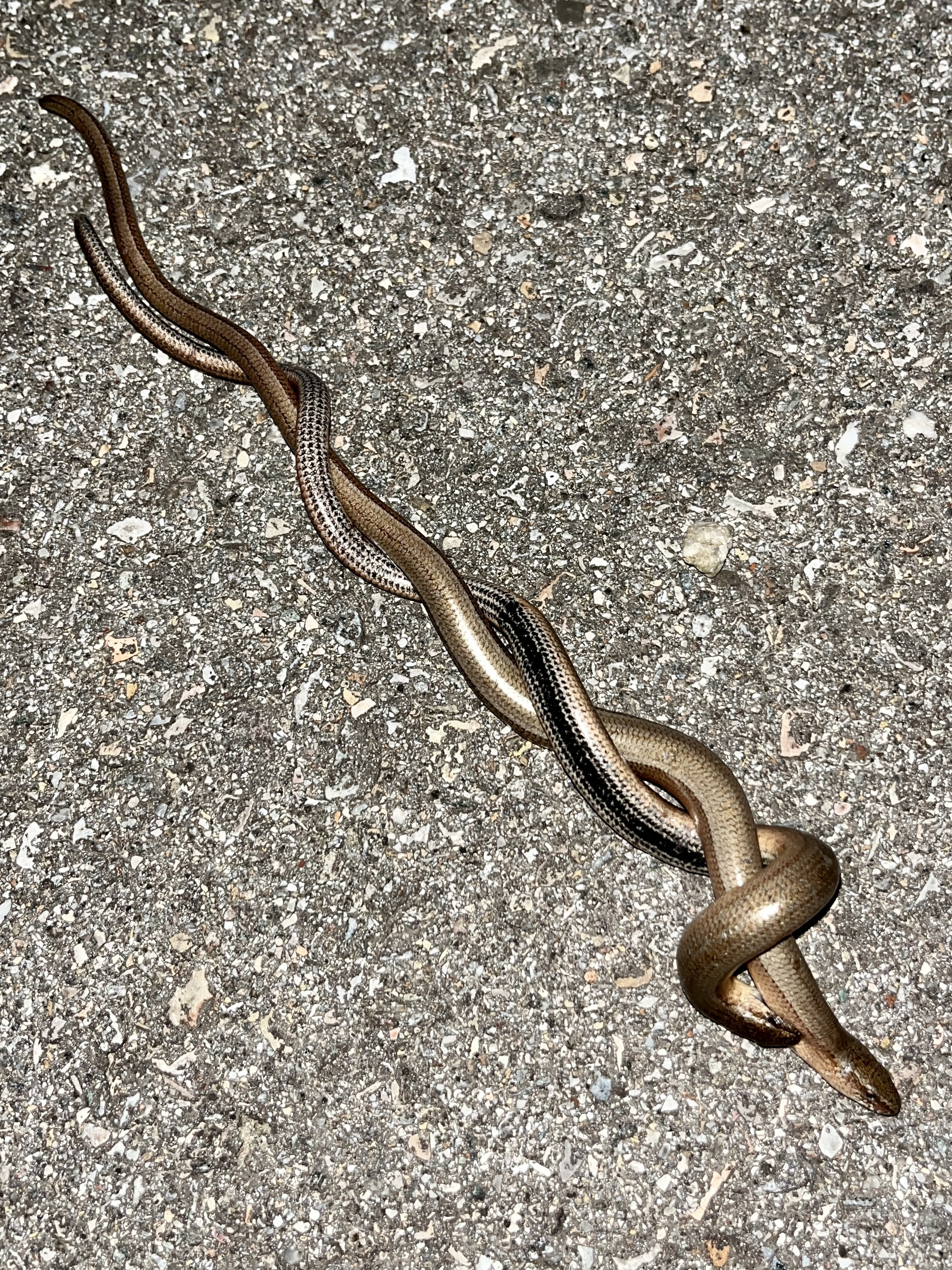
Due orbettini durante l'accoppiamento
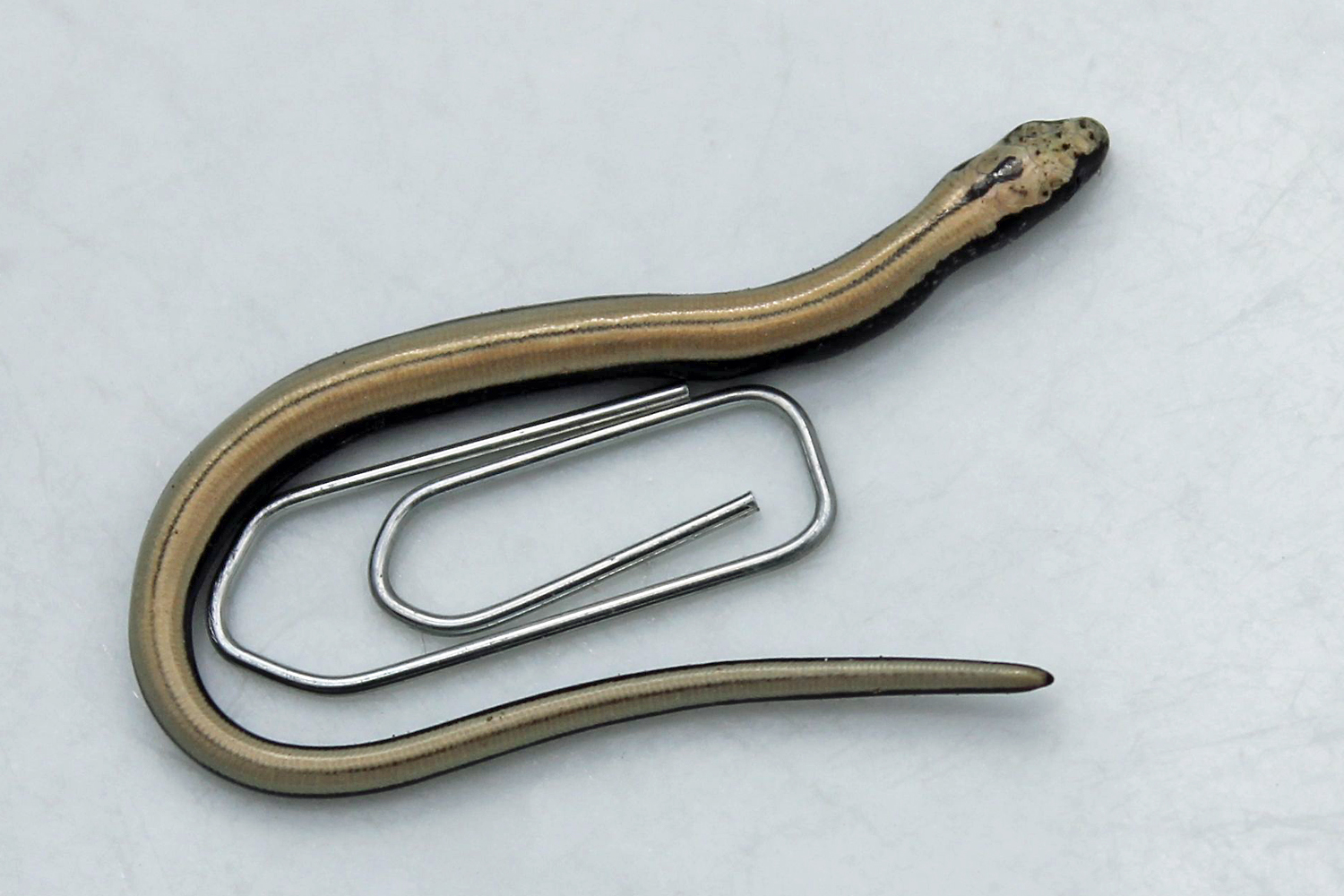
Un orbettino giovanile, di 82 mm di lunghezza